# Mission évangélique baptiste du Sud d'Haïti
La Mission évangélique baptiste du Sud d'Haïti est une association chrétienne évangélique d'églises baptistes en Haïti. Elle est affiliée à l’Alliance baptiste mondiale. Son siège est situé à  Les Cayes.

## Histoire
La Mission évangélique baptiste du Sud d'Haïti a ses origines dans l’ouverture d’un collège biblique par une équipe de missionnaires indépendants venus de Cuba en 1928. L’organisation est officiellement formée en 1936 à  Les Cayes ,,,. En 1958, la mission fonde Radio Lumière à Les Cayes , . Selon un recensement de l’association, en 2023 elle disait avoir 488 églises et 60,000 membres.

## Écoles
Elle compte 413 écoles primaires et secondaires affiliées .
Elle a également 1 institut de formation professionnelle .
Elle compte 3 instituts de théologie affiliés.
En 1993, elle fonde l’Université Lumière .

## Services de santé
Elle gère l’Hôpital Lumière à Bonne Fin et le Centre de Santé Lumière aux Cayes .